# Gérald Passi
Gérald Passi (sinh ngày 21 tháng 1 năm 1964) là một cầu thủ bóng đá người Pháp.

## Đội tuyển bóng đá quốc gia Pháp
Gérald Passi thi đấu cho đội tuyển bóng đá quốc gia Pháp từ năm 1987 đến 1988.

## Thống kê sự nghiệp
| Đội tuyển bóng đá Pháp | Đội tuyển bóng đá Pháp | Đội tuyển bóng đá Pháp |
| Năm                    | Trận                   | Bàn                    |
| ---------------------- | ---------------------- | ---------------------- |
| 1987                   | 4                      | 0                      |
| 1988                   | 7                      | 2                      |
| Tổng cộng              | 11                     | 2                      |